# Duszek biały
Duszek biały (Diclidurus albus) – gatunek ssaka z podrodziny upiorów (Emballonurinae) w obrębie rodziny upiorowatych (Emballonuridae).

## Taksonomia
Gatunek po raz pierwszy zgodnie z zasadami nazewnictwa binominalnego nazwał w 1820 roku niemiecki przyrodnik Maximilian zu Wied-Neuwied nadając mu nazwę Diclidurus albus. Holotyp pochodził z Canavieiras, w Rio Pardo, w Bahii, w Brazylii. Podgatunek po raz pierwszy zgodnie z zasadami nazewnictwa binominalnego nazwał w 1903 roku angielski zoolog Oldfield Thomas nadając mu nazwę Diclidurus virgo. Holotyp pochodził z „Escazú”, w San José, w Kostaryce. 
Diclidurus albus należy do podrodzaju Diclidurus. Populacje w Ameryce Środkowej mogą być odrębnym gatunkiem określanym jako D. virgo, ale potrzebne są dodatkowe badania. Autorzy Illustrated Checklist of the Mammals of the World rozpoznają dwa podgatunków. 

### Etymologia
- Diclidurus: gr. δικλίς diklis „podwójnie złożony”; ουρα oura „ogon”[9].
- albus: łac. albus „biały, biały matowy”[10]
- virgo: łac. virgo, virginis „panna, dziewica”[11].

## Zasięg występowania
Duszek biały występuje w południowej Ameryce Północnej i w północnej oraz środkowej Południowej zamieszkując w zależności od podgatunku:
- D. albus albus – Gujana, większa część Brazylii i wschodnie Peru.
- D. albus virgo – od południowo-zachodniego i południowego Meksyku na południe przez Amerykę Środkową do Kolumbii, Wenezueli, Trynidadu i zachodniego Ekwadoru.

## Morfologia
Długość ciała (bez ogona) 68–82 mm, długość ogona 18–22 mm, długość ucha 16–17 mm, długość tylnej stopy 10–12 mm, długość przedramienia 63–69 mm; masa ciała 17–24 g. Posiada długą sierść o białym kolorze, białawe błony lotne. Oczy dość duże, uszy krótkie, okrągłe. Wzór zębowy: I {\displaystyle {\tfrac {1}{3}}} C {\displaystyle {\tfrac {1}{1}}} P {\displaystyle {\tfrac {2}{2}}} M {\displaystyle {\tfrac {3}{3}}} = 32.

## Ekologia
Prowadzi samotniczy, nocny tryb życia. Poluje na owady.